# Ravenous Deathworship
Ravenous Deathworship är det första fullängds studioalbumet av det norska death metal-bandet The Deviant. Albumet utgavs 2005 av skivbolaget Tabu Recordings.

## Låtförteckning
1. "Merciless" – 3:46
2. "Genocide" – 2:48
3. "Serpent" – 6:11
4. "Intimate Skinning" – 2:51
5. "Venom of Mankind" – 4:02
6. "Purity of Hate" – 3:53
7. "Sadosadistic" – 4:27
8. "Perfect State of Death" – 3:55
9. "Resurrection of Hate" – 6:13

- Text: The Deviant (spår 1–3, 5, 6, 8, 9), Dirge Rep (spår 4, 7)
- Musik: The Deviant

## Medverkande
Musiker (The Deviant-medlemmar)
- Violator (Dan E. Stokes) – gitarr
- E.N. Death (Frode Sivertsen) – rytmgitarr
- Dolgar (Tom Steffen Voetmann Simenstad) – sång, basgitarr
- Blod (Jan Egil Fosse) – trummor

Bidragande musiker
- Sanrabb (Morten Furuly) – growl (spår 7)

Produktion
- The Deviant – producent, ljudtekniker
- Lars Klokkerhaug – ljudmix
- Peter In De Betou – mastering
- Theterje.com – omslagsdesign, omslagskonst
- Toffa – foto
- Dirge Rep (Per Husebø) – sångtexter